# Малая ракета-носитель спутников
Малая спутниковая ракета-носитель (МСРН), англ. Small Satellite Launch Vehicle (SSLV) — малогабаритная ракета-носитель, разрабатываемая Индийской организацией космических исследований с грузоподъемностью 500 кг на низкую околоземную орбиту (500 км) или 300 кг на солнечно-синхронную орбиту (500 км) для запуска небольших спутников с возможностью поддержки нескольких спусков с орбиты.
Первая попытка запуска ракеты, SSLV-D1, состоялась 7 августа 2022 года. Ракета должна была вывести на низкую круговую орбиту высотой 356 км 135-килограммовый спутник ДЗЗ EOS 02 и 8-килограммовый кубсат AzaadiSAT с первой стартовой площадки, однако запуск был частично неудачным — авария произошла после отделения третьей ступени. Спутники от ракеты отделились, но были выведены на нерасчётную нерабочую эллиптическую орбиту 76 на 356 км. Второй испытательный и первый успешный запуск SSLV-D2 состоялся 10 февраля 2023 года. На орбиту выведены спутник ДЗЗ EOS-7, студенческий кубсат AzaadiSAT-2 и кубсат для технологических экспериментов Janus-1 американской компании Antaris.
В будущем на Шрихарикоте будет создана специальная стартовая площадка под названием «Малый стартовый комплекс». Новый космодром, находящийся в стадии разработки, недалеко от Кулашекхарапатнама в штате Тамил Наду, будет принимать запуски МСРН после завершения строительства.
После перехода на этап эксплуатации производство и запуск корабля будут осуществляться консорциумом индийских фирм вместе с NewSpace India Limited (NSIL).